# Kommissarin Lucas – Die Unsichtbaren
Die Unsichtbaren ist ein Film des ZDF, der Teil der Serie Kommissarin Lucas ist. Sabine Bernardi führte Regie bei dem 2020 ausgestrahlten Fernsehfilm. Ihr 30. Fall in Regensburg führt Kriminalhauptkommissarin Ellen Lucas (Ulrike Kriener) und ihren Vorgesetzten Boris Noethen (Michael Roll) ins Regensburger Bau-Milieu, in dem sie auf eklatante Missstände treffen, nachdem die Leiche eines osteuropäischen Mannes gefunden wurde. Die Haupt-Gaststars dieser Folge sind Caro Scrimali, Steven Scharf, Mihaela Sirbu, Philipp Moog, Attila Georg Borlan, Astrit Alihajdaraj und Luka Peroš.

## Handlung
Nach dem Fund der Leiche eines osteuropäischen Mannes im deutsch-tschechischen Grenzgebiet ermittelt Kriminalhauptkommissarin Ellen Lucas im Regensburger Bau-Milieu. Dort trifft sie auf eklatante Missstände, deren Aufklärung ihr gesamtes Team fordert. Auch der neue Regensburger Staatsanwalt Stefan Walch interessiert sich sehr für den Fall, da er den verdächtigten Bauunternehmer Walter-Maria Bäucker schon seit einiger Zeit im Visier hat.
Während Lucas und Walch versuchen, das Dickicht des Systems der Ausbeutung von gut ausgebildeten Arbeitern aus Osteuropa zu durchdringen, steht Lucas’ Vorgesetzter Boris Noethen dem neuen Staatsanwalt skeptisch gegenüber. Doch Walchs überbordende Tatkraft kommt Lucas Arbeitsweise sehr zugute und so gelingt es, den Kollegen Tom Brauer über den sogenannten Arbeiterstrich auf der Baustelle des Wohnprojekts „Seidenfaden“ als Arbeiter einzuschleusen.
Ganz plötzlich dreht Walch seine Meinung um 180 Grad und will nun nichts mehr davon wissen, Bäucker und seine Baufirma hart anzugehen. Brauer kann mit Roko, dem Bruder des toten Zef Nikollas sprechen, den er auf dem Baustellengelände in Räumlichkeiten findet, die den illegalen Arbeitern als Schlafplatz dienen und die unwürdigen Bedingungen, unter denen hier Menschen ausgebeutet werden, unterstreicht. Roko erzählt Lucas etwas später, dass sein Bruder, der ebenso wie die anderen Illegalen immer habe Überstunden machen müssen, sich in einem Schlauch verfangen habe und in eine Grube gefallen sei. Als er davon erfahren habe, sei Zef schon tot gewesen. Miro Jelen, der Leiter der Subunternehmerfirma, sei dann gekommen und habe gesagt, dass er und sein Cousin verschwinden müssten – zurück nach Albanien. Als die Kommissarin wissen will, warum er nicht zur Polizei gegangen sei, entgegnet Roko, er sei ein Niemand hier. Ein Tier habe mehr Rechte. Sieben Monate habe er gearbeitet, bisher aber nur für zwei Monate Geld bekommen. Lucas verspricht ihm, dass man die Verantwortlichen zur Rechenschaft ziehen und für die Überführung seines Bruders nach Albanien sorgen werde. 
Da Walch einen Rückzieher gemacht hat, löst Lucas die Sache anders. Sie erscheint mit Mitarbeitern auf der Baustelle und erklärt dem anwesenden Bäucker, aufgrund der Annahme, dass hier ein illegal beschäftigter Arbeiter zu Tode gekommen sei, werde man jetzt die Örtlichkeit untersuchen und eventuell belastendes Material beschlagnahmen. Bäucker hält ihr entgegen, dazu brauche sie die Zustimmung der Staatsanwaltschaft. Der hinzukommende Dienststellenleiter Boris Noethen wirft ein, „oder die des Abteilungsleiters der ermittelnden Polizeibehörde gem. § 105 Abs. 1, Satz 1, Halbsatz 2 der Strafprozessordnung“. Daraufhin entgleisen Walchs Gesichtszüge. Bei der Durchsuchung fällt Lucas und ihrer Mitarbeiterin Judith Marlow auch eine Mappe in die Hände, in der Bea Walch, die Frau des Staatsanwaltes, die durch ihren Mann an ihr begangenen Misshandlungen akribisch festgehalten und durch Fotos untermauert hat. Die Frauen sind sich einig, dass das Walch hochgradig erpressbar mache und seine abrupte Kehrtwende erkläre.
Lucas vernimmt den Polier Cristian Simionescu und bringt ihn dazu zu erzählen, was vorgefallen ist. Er habe Zef Nikollas ins Krankenhaus fahren wollen. Jelen sei noch mit im Auto gewesen. Bäucker habe ihn telefonisch angewiesen, Zef sterben zu lassen. Er habe die Eisenstange, auf der Zef sich aufgespießt habe, aus dessen Körper gezogen. Das sei fahrlässige Tötung gewesen, dafür könne man ihn drankriegen und auch für die Firma würden entsprechende Untersuchungen nichts Gutes bedeuten, habe Bäucker ihm erklärt. Eine Dreiviertelstunde habe es gedauert, bis Zef ausgeblutet gewesen sei. Jelen gibt zu, dass es Bäuckers Idee gewesen sei, dass er als Subunternehmer, die Arbeiter unter Vertrag genommen habe, nachdem er das zuvor mit den slowenischen Behörden geregelt habe. Auf die Frage, warum er da mitgemacht und warum er Zef im Auto habe verbluten lassen, kommt nur die hilflose Gegenfrage, was er denn hätte machen sollen? Die Bauarbeiten am Projekt „Seidenfaden“ werden bis auf Weiteres eingestellt, Walter-Maria Bäucker ist verhaftet worden, Simionescu und Jelen haben sich entschlossen, umfassend gegen ihn auszusagen. Staatsanwalt Walch hat zugegeben, die Ermittlungen vorsätzlich blockiert zu haben. Brauer ist sich jedoch sicher, dass er bald wieder frei sei. Lucas meint, es bleibe nur zu hoffen, dass Bea Walch einen sicheren Ort für sich gefunden habe.

## Produktion

### Produktionsnotizen, Hintergrund
Der Film wurde unter dem Arbeitstitel Lautlos vom 9. Oktober bis zum 11. Dezember 2018 in München, Regensburg und Umgebung gedreht. Die Redaktion lag bei Wolfgang Feindt, die Aufnahmeleitung bei Anja Gießing, Marc Dupont-Lavadoux und Tobias Wagnerberger, die Produktionsleitung bei Ulrike Hauff.
Tilo Prückner, der seit 2003 in der Reihe als „grantelnd-sympathischer Vermieter“ Max Kirchhoff mitwirkte, hat in dieser Folge seinen letzten Auftritt im Zusammenspiel mit Ulrike Kriener. Er versucht in Eigenarbeit, den Treppenaufgang seines Hauses zu renovieren. Der Schauspieler verstarb am 2. Juli 2020. Das Newsportal TAG24 schrieb: Der Tod des beliebten Mimen hinterlässt eine große Lücke […] – in seiner ‚Neben‘-Rolle als stets meckernder ‚Hausmeister‘ hat er die Fälle der ‚Kommissarin Lucas‘ auf ganz eigene Art bereichert – und manches Mal gar mitermittelt. Wie sich der Tod Prückners in der Krimireihe auswirkt, steht laut Kriener noch nicht fest. In einem Interview mit Matthias Roth für das Fernsehmagazin rtv äußerte Kriener, Tilo Prückner sei ihr in den letzten 18 Jahren „einer der liebsten Kollegen geworden“. Genauso wie sie, habe auch Prückner sich jedes Jahr auf ein Aufeinandertreffen für die Reihe gefreut. Sein Verlust für die Reihe, „aber vor allem von ihm als Menschen“ sei „für sie schrecklich und furchtbar traurig“. Er sei „unersetzbar“.

### Veröffentlichung
Die Erstausstrahlung des Films sollte ursprünglich am 5. September 2020 im ZDF erfolgen, wurde aber schließlich auf den 29. August 2020 datiert, wo er in der Reihe „Der Samstagskrimi“ lief.

## Rezeption

### Einschaltquote
Bei seiner Erstausstrahlung wurde der Film von 5,54 Millionen Zuschauern eingeschaltet, der Marktanteil lag bei 21,3 Prozent. Wie die Mitteldeutsche Zeitung schrieb, lag „Kommissarin Lucas“ damit „am Samstagabend mit Abstand am höchsten in der Gunst der Zuschauer“.

### Kritik
Tilmann P. Gangloff lobte die Episode bei evangelisch.de, weil sie anspruchsvolle Krimiunterhaltung mit einem Anliegen verbinde: auf das Schicksal der Arbeiter vom Balkan aufmerksam zu machen, die sich als Tagelöhner verdingen. „Rekrutiert werden sie allmorgendlich auf einem sogenannten Arbeiterstrich. Ihre Unterbringung ist erbarmungswürdig. Wenn sie um ihren Lohn geprellt werden, können sie sich nicht mal wehren“. Auf der Seite tittelbach.tv gab Gangloff dem Film 4½ von 6 möglichen Sternen und meinte, die 30. Episode der Krimireihe sei „fesselnd und auch handwerklich ausgezeichnet“. Zur Figur des von Steven Scharf gespielten Staatsanwalts führte der Kritiker aus: „Ein Staatsanwalt setzt die Regensburger Kommissarin auf einen skrupellosen Bauunternehmer an, macht aber dann einen Rückzieher; Steven Scharf versieht die Figur mit einer faszinierenden Janusköpfigkeit. Die Fakten über die Missstände am Bau sind angenehm beiläufig in die Handlung integriert.“ Zu Tilo Prückner bemerkte Gangloff: „Für Wehmut sorgen die Szenen mit dem Anfang Juli verstorbenen Tilo Prückner. Der Vermieter von Ellen Lucas hat zwar keinerlei Anteil an der eigentlichen Geschichte, aber der schrullig-brummige Max Kirchhoff hat die Filme mit seinen mitunter verschrobenen Ansichten stets bereichert.“
Julian Miller bewertete den Film für das Online-Fernsehmagazin Quotenmeter.de und stieg mit der Rüge ein: „‚Kommissarin Lucas‘ will in ihrer neuen Folge sozialkritisch sein, bringt es aber nur zu pathetischer Empörung über Profitgier am Bau, Armierungseisen und den nettesten Vermieter von Regensburg.“ Das Quotenmeter schlug auf 60 Prozent aus und Miller kam zu dem Fazit, es bleibe die „Chinatown-eske Kapitulation vor dem längeren Hebel der Kriminalität, Baubetrug und Ausbeutung“ gingen „immer weiter, Grund“ sei „die schnöde Profitgier der blassen Unternehmer, und wenn alle Immobilieninvestoren so wären wie der alte Max, der auch noch im Spätherbst des Lebens eigenhändig die knarzigen Bodendielen abschleifen“ wolle, wäre „die Welt ein besserer Ort“.
In der Fernsehzeitschrift prisma bemängelte Hans Czerny, dass dem Film Spannung fehle. Der Krimi sei zwar reich an Skandalen, aber irgendwann werde noch jeder Aspekt illegaler Arbeit im Dialog beklagt: „Die Kommissarin muss viel predigen – da kommt die Spannung viel zu kurz. Ein deftiger Politkrimi will aus dem braven Stück nicht werden.“
Matthias Hannemann beschäftigte sich in der Frankfurter Allgemeinen mit dem Film und kam zu dem Ergebnis, „besonders aufregend“ sei „die Geschichte über Schwarzarbeit als moderner Form der Sklaverei leider nicht“. Es handele sich um „solides Krimihandwerk“. […] „Der Reiz des Drehbuchs von Stefan Dähnert und Markus Ziegler, die für ‚Kommissarin Lucas‘ bereits die Fälle ‚Löwenherz‘ und ‚Polly‘ schrieben, besteh[e] in der schwer zu deutenden Rolle von Walch.“ Auch wenn der Fall „krimitechnisch solide gemacht“ sei, habe man „schon packendere Filme zum Thema Schwarzarbeit gesehen“. Für Zuschauer, „bei denen noch eine lange Thriller-Watchlist auf dem Fernsehtisch“ liege, sei der Film eher nichts.
Das Fernsehmagazin rtv fasste seine Empfehlung knapp zusammen mit den Worten: „Hart, authentisch, gut.“